# Meseret Defar
Meseret Defar (Adis Abeba, 19 de novembro de 1983) é uma fundista etíope, campeã olímpica em Atenas 2004 e Londres 2012 e campeã mundial em Daegu 2011 e Moscou 2013.
Meseret é uma fundista de alto nível internacional e compete especialmente nos 3000 m e nos 5000 metros, prova em que já foi campeã mundial, campeã olímpica e recordista mundial. Nas provas indoor, ela também domina os 5000 m e tem os recordes mundiais desta prova, dos 3000 m e da corrida de duas milhas. É campeã por três vezes consecutivas dos 3000 m no Campeonato Mundial de Atletismo em Pista Coberta.
Em 2007, foi eleita pela Associação Internacional de Federações de Atletismo (IAAF) a "Melhor Atleta Feminina do Ano".

## Carreira
Campeã dos 5000 m nos Jogos Afro-Asiáticos inaugurais, em 2003, sua maior conquista é a medalha de ouro dos 5000 m nos Jogos Olímpicos de Atenas, em 2004. Nos Jogos Olímpicos de Pequim, ficou com o bronze nos 5000 m, vencidos por sua compatriota e maior adversária, Tirunesh Dibaba. Posteriormente com o doping da segunda colocada, a turca Elvan Abeylegesse, Defar herdou a medalha de prata nessa prova.
Na mais longa prova do atletismo de pista, os 10000 metros, que não são a sua maior especialidade, ela é uma das únicas cinco atletas do mundo que já correu a distância em menos de 30 minutos, alcançando esse feito (29:59.20) em 2009, em Birmingham, na Inglaterra, debaixo de chuva e vento.
No Campeonato Mundial de Atletismo, Mesfar também tem brilhado nos 5000 m, conseguindo o ouro em Osaka 2007 e em Moscou 2013, a prata em Helsinque 2005 e o bronze em Berlim 2009.
Multi-recordista mundial na primeira década dos anos 2000, Defar tem hoje a segunda melhor marca de todos os tempos para os 5.000 m, 14m12s88, conquistados em julho de 2008 em Estocolmo, na Suécia, atrás apenas do atual recorde mundial da compatriota Dibaba, 14m11s15.